# 봉개동명도암선생유허비
봉개동명도암선생유허비는 제주특별자치도 제주시 봉개동 산2번지에 있는 유허비이다. 2015년 2월 11일 제주특별자치도의 향토유산 제18호로 지정되었다.

## 지정 사유
제주유림의 조종이 된 명도암 김진용 선생의 위패를 봉안했던 향현사가 철폐되어 명도암 선생에 대한 존승이 불가능해진 상황에서 이 유허비는 1965년 세워졌지만 제주자생의 지식사에 있어 중요한 위치를 차지하는 김진용을 기린다는 점에서 가치가 있다.